# Maison des Feuilles
Ne doit pas être confondu avec  la Maison des feuilles (roman).
Le Musée de la surveillance secrète (en albanais : Muzeu i Përgjimeve të Sigurimit të Shtetit), également connu sous le nom de Maison des Feuilles (Shtëpia me Gjethe) est un musée historique situé à Tirana, en Albanie. Il a ouvert ses portes le 23 mai 2017 dans le bâtiment qui servait de siège à la Sigurimi à l'époque communiste.
Le musée est « dédié aux personnes innocentes qui ont été espionnées, arrêtées, poursuivies, condamnées et exécutées sous le régime communiste ».

## Histoire
Le musée est installé dans une villa à deux étages avec une cour qui date de 1931 et servait à l'origine de première clinique d'obstétrique privée en Albanie, tandis que pendant l'occupation allemande, le bâtiment était utilisé par la Gestapo. Après la guerre, il fut utilisé comme quartier général d'interception de la Sigurimi jusqu'à l'effondrement du régime communiste en 1991,,.

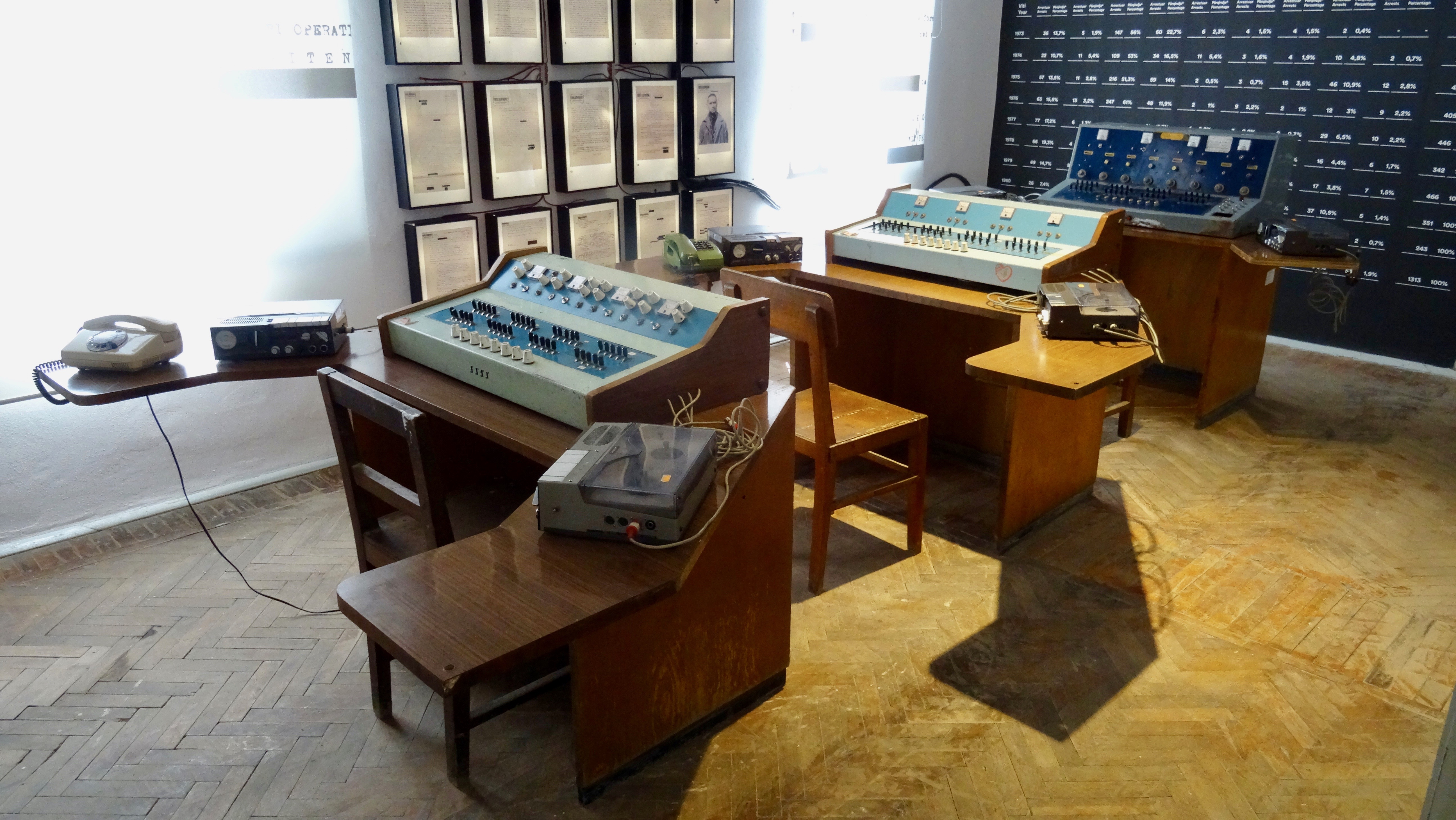
Une salle du musée.

Le Musée de la Surveillance secrète, situé en centre ville de Tirana, a ouvert ses portes le 23 mai 2017 dans un bâtiment historique connu sous le nom de « House of Leaves », ainsi appelé en raison de la plante grimpante qui recouvre sa façade. Il dispose de 31 pièces.

## Prix et récompenses
Le musée a reçu le prix du musée du Conseil de l'Europe 2020 décerné par le Conseil de l'Europe.

## Voir également
- Histoire de l'Albanie